# Атол Донгша (національний парк)

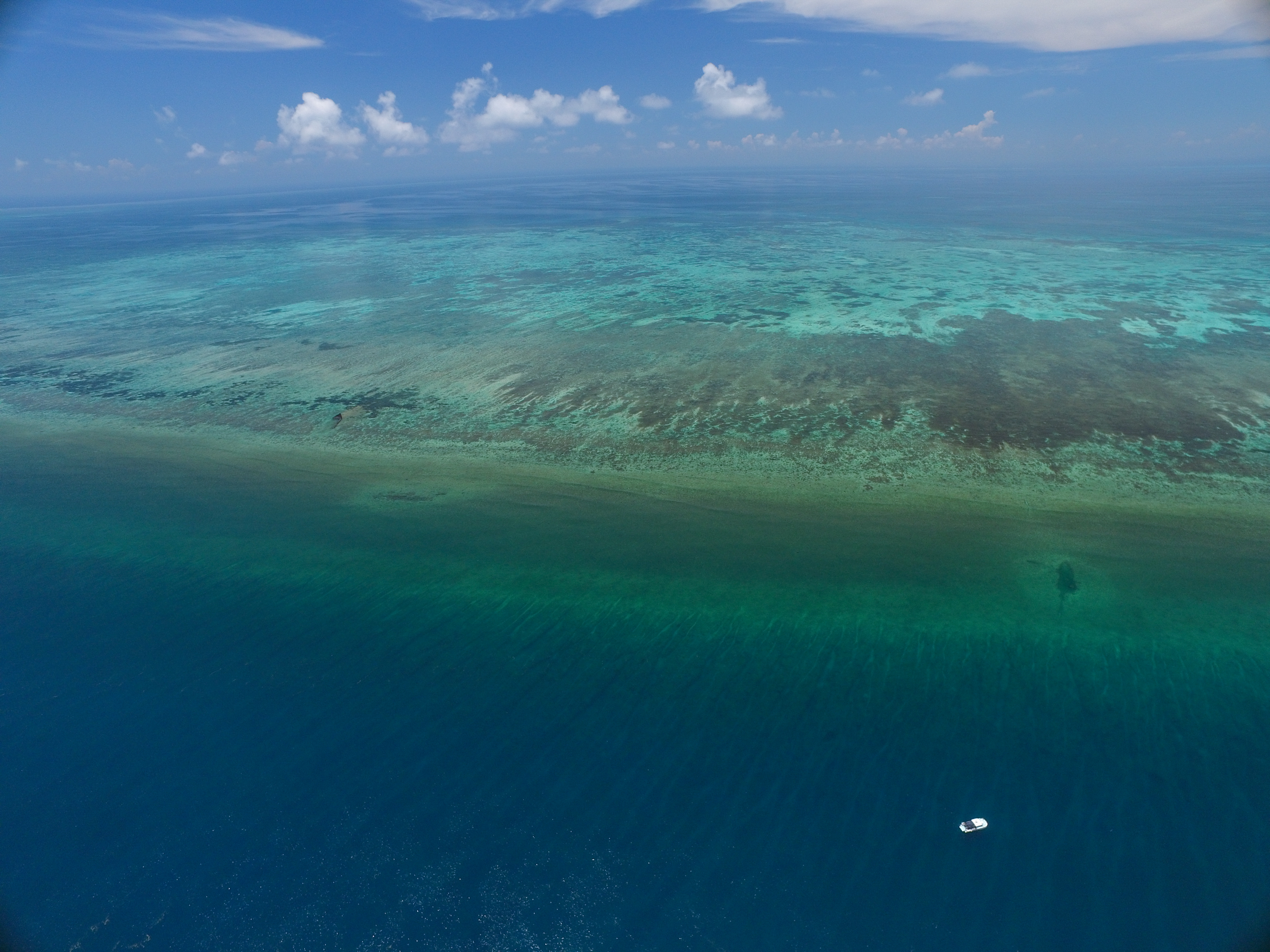
Атол Пратас

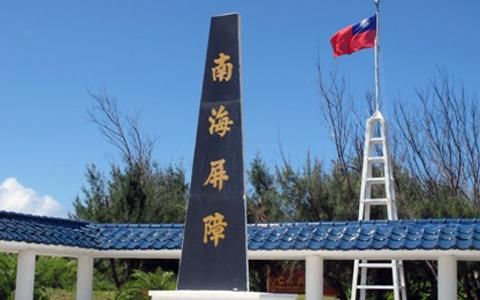
Пам'ятник Донгша

Національний парк атол Донша (кит. трад.: 東沙環礁國家公園; піньїнь: Dōngshā Huánjiāo Guójiā Gōngyuán) — сьомий національний парк Республіки Китай (Тайвань).
Морський парк розташований на острові Пратас (острів Донгша) на півночі Південнокитайського моря і включає атол Донгша (атол Пратас), круглий атол протяжністю 25 кілометрів (16 миля) у діаметрі з тропічним мусонним кліматом і навколишніми морями. Загальна площа 3,537 квадратного кілометра (1,366 миля2) з 1,79 квадратного кілометра (0,69 миля2) суходолу.
Парком керує Міністерство внутрішніх справ. Він був заснований 17 січня 2007 року; а 4 жовтня того ж року адміністративний офіс було створено в місті Гаосюн.
Парк не відкритий для туризму через відновлення навколишнього середовища, безпеки та екологічні дослідження, які зараз тривають.

## Океанологія
| Місяць           | Січ  | Лют  | Бер  | Кв   | Тр    | Черв  | Лип   | Серп  | Вер   | Жовт  | Лист | Груд | Сер     |
| Температура (°C) | 21.7 | 22.0 | 23.9 | 26.2 | 27.9  | 29.1  | 29.6  | 29.3  | 28.4  | 26.9  | 24.9 | 22.3 | 26,016  |
| Опади (мм)       | 23.9 | 25,0 | 17.5 | 56.1 | 141.2 | 166.9 | 193,7 | 211.4 | 244.2 | 146.1 | 44,0 | 76.3 | 112,192 |

## Екологія
На атолі та в прилеглих водах добре сформовані пласти морської трави, що забезпечує багате біорізноманіття морського життя від риб, медуз, кальмарів, серповидних лимонних акул і скатів до більш рідкісних морських черепах, дюгонів і китоподібних (дельфінів і кити). Особливо відзначено відновлення зелених морських черепах. Можливе використання атола як місця розмноження лимонних акул припускали через кількість знайдених дитинчат. Атол Донгша є важливою сходинкою, яка сприяє регіональному генетичному та потенційно демографічному зв'язку в Південнокитайському морі, оскільки личинки з Донгша можуть досягати багатьох рифів Південнокитайського моря. Таким чином, його захист як національного парку потенційно може принести користь всьому регіону.
У минулому незаконний вилов риби завдав шкоди парку. У 2004 році був затверджений проект відновлення та збереження екології, а потім вивчення можливості екологічної освіти та туризму.